# Silvia Mezzanotte

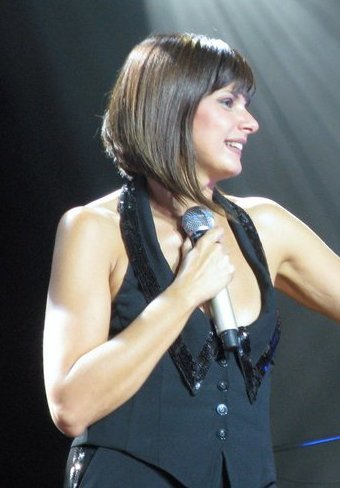
Silvia Mezzanotte (2011)

Silvia Mezzanotte (* 22. April 1967 in Bologna) ist eine italienische Popsängerin. Sie war zeitweise Sängerin der Band Matia Bazar.

## Karriere
Nach frühen Erfahrungen als Sängerin nahm Mezzanotte 1990 am Sanremo-Festival in der Newcomer-Kategorie mit dem Lied Sarai grande teil. Es folgte das gleichnamige Debütalbum. In den folgenden Jahren arbeitete sie mit Laura Pausini, Francesco De Gregori, Andrea Bocelli und Mia Martini zusammen und ging gemeinsam mit ihnen auf Tournee. 1999 wurde sie auf Initiative von Giancarlo Golzi die neue Sängerin der italienischen Band Matia Bazar. Mit der Band ging sie zwischen 2000 und 2002 dreimal in Folge beim Sanremo-Festival ins Rennen (2002 gelang der Sieg mit dem Lied Messaggio d’amore) und nahm drei Alben auf.
2004 verließ Mezzanotte Matia Bazar und kümmerte sich wieder um ihre Solokarriere. Unter dem Titel Il viaggio erschien 2006 ihr zweites Album. Nach einer Zusammenarbeit mit Massimo Ranieri, mit dem sie auch im Fernsehen auftrat, veröffentlichte sie 2008 das nächste Album Lunatica, das erstmals die italienischen Charts erreichte. 2010 kam es zu einer Reunion mit Matia Bazar; die Gruppe veröffentlichte 2011 ein neues Album und nahm 2012 ein weiteres Mal am Sanremo-Festival teil. Als 2015 während einer Tournee Giancarlo Golzi verstarb, beendete die Band vorerst ihre Aktivitäten und Mezzanotte stieg wieder aus.
Nach diversen Aktivitäten im Theater und im Fernsehen sowie internationalen Projekten (zuletzt etwa mit Dionne Warwick) veröffentlichte die Sängerin 2019 das neue Album Aspetta un attimo.

## Alben

### Alben als Solistin
- 1990: Sarai grande
- 2006: Il viaggio
- 2008: Lunatica
- 2019: Aspetta un attimo

### Alben mit Matia Bazar
- 2000: Brivido caldo
- 2001: Dolce canto
- 2002: Messaggio d’amore
- 2011: Conseguenza logica
- 2015: Matia Bazar 40th Anniversary Celebration

## Belege
1. ↑  Alben von Silvia Mezzanotte. In: Italiancharts.com. Hung Medien, abgerufen am 23. November 2019.

| Personendaten    | Personendaten         |
| ---------------- | --------------------- |
| NAME             | Mezzanotte, Silvia    |
| KURZBESCHREIBUNG | italienische Sängerin |
| GEBURTSDATUM     | 22. April 1967        |
| GEBURTSORT       | Bologna               |